# Josef Eckert-Labin
Josef Eckert-Labin (* 15. November 1881 in Innsbruck als Josef Eckert von Labin; † 30. Juli 1959 in Wien) war ein österreichischer Maschinenbauer und Hochschullehrer. Er war Rektor der Technischen Hochschule Wien.

## Leben
Josef Eckert von Labin studierte an der Technischen Hochschule Wien Maschinenbau, wo er nach Ablegung der Staatsprüfung von 1906 bis 1908 als Assistent für den Bau der Wasserkraftmaschinen und Pumpen tätig war. 1908 trat er als Schiffsbauingenieur in die K.u.k. Kriegsmarine ein. Im Zentralkriegshafen in Pola war bis 1918 mit der Konstruktion von Motorbooten beauftragt. 1920 wurde Eckert-Labin Zivilingenieur für Schiffbau und Schiffsmaschinenbau, 1926 erfolgte die Erweiterung auf Maschinenbau. 1921 übernahm er provisorisch die Lehrkanzel für Schiffbau an der TH Wien. Von 1923 bis 1925 war er technischer Direktor der Schiffswerft Linz Aktiengesellschaft, wo er die ersten Schraubenschiffe für die Donau baute.
Von 1927 bis zu seiner Emeritierung im Jahr 1952 war er ordentlicher Professor für Schiffsbau und Maschinenbau an der TH Wien. In den Studienjahren 1937/38 bis zum Wintersemester 1944/45 stand er dort als Dekan der Fakultät für Maschinenwesen vor, im Studienjahr 1951/52 war er gewählter Rektor der Technischen Hochschule Wien. Als Konstrukteur spezialisierte er sich auf Schnellboote und Flussschiffe.
Josef Eckert starb 1959 im Alter von 77 Jahren. An der TU Wien wurde am Alten Elektrotechnischen Institutsgebäude ein Hörsaal nach Eckert benannt.